# Marlene Weingärtner
Marlene Weingärtner (Heidelberg, 30 gennaio 1980) è un'ex tennista tedesca.

## Biografia
Figlia di Josef Romulus e Johanna, iniziò a praticare tennis all'età di 8 anni. Nel 1999 all'ASB Classic doppio in coppia con Seda Noorlander perse in finale contro Silvia Farina Elia e Barbara Schett. Nel ranking raggiunse la 36ª posizione il 4 febbraio del 2002.
Giunse due volte consecutivamente alla finale del doppio del BGL-BNP Paribas Open Luxembourg del 2003 con Olena Tatarkova e nel 2004 con Jill Craybas; in entrambe le occasioni venne sconfitta. Giunse al quarto turno all'Open di Francia 2004.

## Statistiche

### Risultati in progressione
| Sigla | Risultato               |
| ----- | ----------------------- |
| V     | Vincitore               |
| F     | Finalista               |
| SF    | Semifinalista           |
| O     | Oro olimpico            |
| A     | Argento olimpico        |
| SF    | Bronzo olimpico         |
| QF    | Quarti di Finale        |
| 4T    | Quarto turno            |
| 3T    | Terzo turno             |
| 2T    | Secondo turno           |
| 1T    | Primo turno             |
| RR    | Round Robin             |
| LQ    | Turno di qualificazione |
| A     | Assente                 |
| ND    | Non disputato           |

| Legenda superfici    |
| -------------------- |
| Cemento              |
| Terra battuta        |
| Erba                 |
| Superficie variabile |

#### Singolare nei tornei del Grande Slam
| Torneo          | 1996 | 1997 | 1998 | 1999 | 2000 | 2001 | 2002 | 2003 | 2004 | 2005 |
| --------------- | ---- | ---- | ---- | ---- | ---- | ---- | ---- | ---- | ---- | ---- |
| Australian Open | A    | A    | A    | 1T   | 2T   | 3T   | 4T   | 3T   | 1T   | 1T   |
| Open di Francia | A    | A    | A    | 1T   | 2T   | 1T   | 1T   | 2T   | 4T   | 1T   |
| Wimbledon       | A    | A    | A    | 2T   | 2T   | 2T   | 2T   | 2T   | 1T   | 1T   |
| US Open         | A    | A    | 2T   | 1T   | A    | 1T   | 1T   | 1T   | 1T   | A    |

#### Doppio nei tornei del Grande Slam
| Torneo          | 1996 | 1997 | 1998 | 1999 | 2000 | 2001 | 2002 | 2003 | 2004 | 2005 |
| --------------- | ---- | ---- | ---- | ---- | ---- | ---- | ---- | ---- | ---- | ---- |
| Australian Open | A    | A    | A    | 1T   | A    | A    | 1T   | 1T   | A    | 1T   |
| Open di Francia | A    | A    | A    | A    | A    | 1T   | 1T   | 1T   | QF   | 1T   |
| Wimbledon       | A    | A    | A    | 1T   | A    | 1T   | QF   | 1T   | 1T   | 1T   |
| US Open         | 1T   | A    | A    | A    | A    | 2T   | 1T   | A    | 2T   | 1T   |

#### Doppio misto nei tornei del Grande Slam
| Torneo          | 1996 | 1997 | 1998 | 1999 | 2000 | 2001 | 2002 | 2003 | 2004 | 2005 |
| --------------- | ---- | ---- | ---- | ---- | ---- | ---- | ---- | ---- | ---- | ---- |
| Australian Open | A    | A    | A    | A    | A    | 1T   | A    | A    | A    | A    |
| Open di Francia | A    | A    | A    | A    | A    | A    | A    | A    | A    | A    |
| Wimbledon       | A    | A    | A    | A    | A    | A    | A    | A    | A    | A    |
| US Open         | A    | A    | A    | A    | A    | A    | A    | A    | A    | A    |

## Vittorie contro giocatrici Top 10
| Stagione | 1999 | 2000 | 2001 | 2002 | 2003 | 2004 | Totale |
| -------- | ---- | ---- | ---- | ---- | ---- | ---- | ------ |
| Vittorie | 1    | 0    | 1    | 0    | 1    | 1    | 4      |

| #    | Giocatrice              | Ranking | Evento                        | Superficie  | Turno | Punteggio        | Rank. MWR |
| ---- | ----------------------- | ------- | ----------------------------- | ----------- | ----- | ---------------- | --------- |
| 1999 |                         |         |                               |             |       |                  |           |
| 1.   | Arantxa Sánchez Vicario | 8       | Prokom Polish Open, Sopot     | Terra rossa | 2T    | 6-4, 6-4         | 67        |
| 2001 |                         |         |                               |             |       |                  |           |
| 2.   | Amanda Coetzer          | 7       | Family Circle Cup, Charleston | Terra verde | QF    | 6-4, 7-6(3)      | 63        |
| 2003 |                         |         |                               |             |       |                  |           |
| 3.   | Jennifer Capriati       | 3       | Australian Open, Melbourne    | Cemento     | 1T    | 2-6, 7-6(6), 6-4 | 90        |
| 2004 |                         |         |                               |             |       |                  |           |
| 4.   | Nadia Petrova           | 8       | Open di Francia, Parigi       | Terra rossa | 3T    | 6-3, 6-2         | 94        |